# Chrysosplenium sedakowii
Chrysosplenium sedakowii là một loài thực vật có hoa trong họ Saxifragaceae. Loài này được Turcz. miêu tả khoa học đầu tiên năm 1844.